# Chris Colabello
Christopher Adrian Colabello, né le 24 octobre 1983 à Framingham, Massachusetts (États-Unis), est un joueur de premier but et voltigeur de la Ligue majeure de baseball.

## Carrière
Le parcours de Chris Colabello vers le baseball majeur est quelque peu inusité : joueur d'un collège de Worcester au Massachusetts, il n'est jamais repêché par une équipe de la MLB et joue 7 saisons dans des ligues de baseball indépendantes, s'alignant pour les Tornadoes de Worcester de la Ligue Can-Am de 2005 à 2011, avec un bref passage en 2007 chez le Pride de Nashua. 
En février 2012, Colabello signe un contrat avec les Twins du Minnesota de la Ligue majeure de baseball et passe la saison au niveau Double-A des ligues mineures avant de graduer le printemps suivant au niveau Triple-A. 
En 2013, Colabello, dont le père Lou était lanceur de l'équipe de baseball d'Italie aux Jeux olympiques de 1984 à Los Angeles, s'aligne avec la sélection italienne à la Classique mondiale de baseball,.
Après avoir frappé en 2013 pour ,358 de moyenne au bâton avec 12 circuits à ses 46 premiers matchs pour les Red Wings de Rochester, le club-école des Twins du Minnesota, Colabello est rappelé des ligues mineures par le grand club. Le joueur de premier but de 29 ans fait ses débuts dans le baseball majeur le 22 mai 2013 comme voltigeur de droite dans le duel des Twins contre les Braves d'Atlanta. S'il n'est pas le premier joueur issu des ligues indépendantes à atteindre les majeures, son cas est unique car aucun joueur avant lui n'a eu à disputer 7 saisons dans ces ligues non affiliées au baseball majeur avant d'atteindre le plus haut niveau. Il réussit son premier coup sûr pour les Twins le 25 mai suivant aux dépens du lanceur Doug Fister des Tigers de Détroit. Le 28 mai, il endosse par erreur le mauvais uniforme des Twins lors d'un match face aux Rockies du Colorado mais les arbitres, qui selon les règlements auraient dû l'expulser du terrain, ne se rendent pas compte de la bévue. Son premier circuit est réussi le 26 juillet 2013 aux dépens du lanceur Yoervis Medina des Mariners de Seattle.
En 2013 et 2014, Colabello joue 114 parties des Twins au total. Sa moyenne au bâton s'élève à ,214 avec 13 coups de circuit. Il s'aligne dans 49 matchs comme joueur de premier but, 30 comme joueur de champ droit et 24 comme frappeur désigné.
Colabello est réclamé au ballottage par les Blue Jays de Toronto le 8 décembre 2014.
Le 22 avril 2016, il est suspendu 80 matchs par le ligue pour utilisation de substance prohibée.
Après avoir évolué pour les Blue Jays en 2015 et 2016, Colabello signe avant la saison 2017 un contrat des ligues mineures avec les Indians de Cleveland.